# 阿斯托加
阿斯托加是巴西巴拉那州的一个市镇。总面积434.791平方公里，总人口25042人，人口密度57.6人/平方公里。